# Praça Barão de Rio Branco (João Pessoa)
A Praça Barão de Rio Branco, também conhecido como Praça do Chorinho, é uma praça localizada no Centro Histórico de João Pessoa, na capital brasileira de João Pessoa, no estado da Paraíba. Constituída originalmente, entre os séculos XVI e XVII, como largo. Foi uma área de grande  importância e valorização para a cidade durante o período da Colônia e do Império. É um local histórico, onde funcionava o centro administrativo e sede da Capitania Real da Parahyba; Conhecida, na época, como Largo do Erário, a área abrigava a Câmara, a Cadeia Pública, o Mercado Público, a Repartição dos Correios, o Erário Público, a casa do Capitão-mor (mandatário da Capitania), o primeiro açougue da Capitania da Parahyba e o Pelourinho.

## História

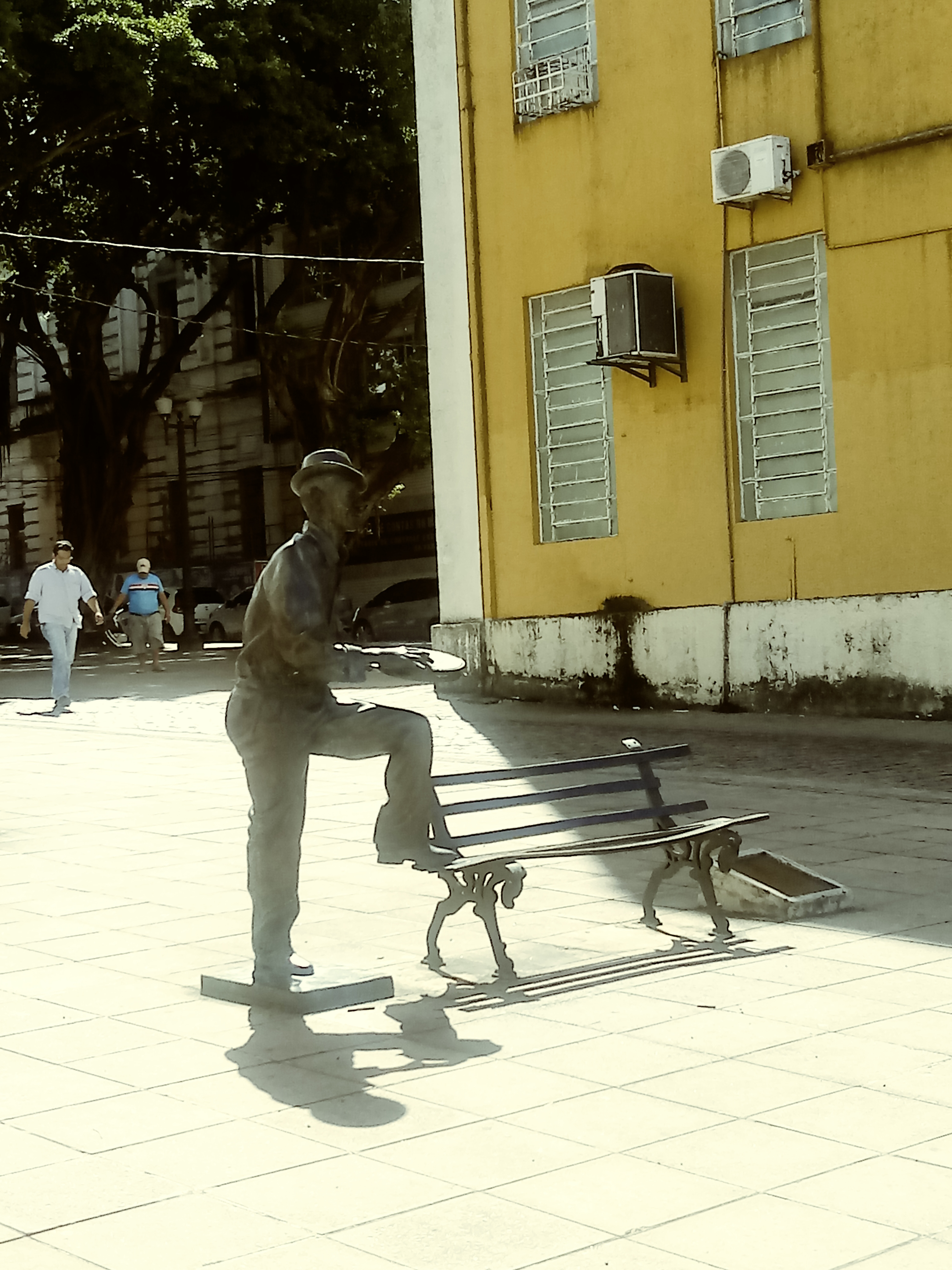
Monumento do cantor Jackson do Pandeiro, na praça Rio Branco.

Na região do antigo Largo do Erário, concentrava  a elite local, espaço nobre do centro de João Pessoa. Foi uma área de grande importância e valorização para a cidade durante o período da Colônia e do Império, funcionava como centro administrativo e sede da capitania da Parahyba. Entre outros prédio, abrigou a Casa dos Governadores, o Erário Público, a Casa de Câmara e Cadeia, o Mercado Público, a Repartição dos Correios, o primeiro Açougue da Paraíba, havendo inclusive referências a um Pelourinho.
A sede da Capitania estava dividida, em duas regiões, a cidade alta (região da ‘Praça do Erário’) e a cidade baixa (na área do Varadouro). O principal escoamento entre a parte alta e a parte baixa da cidade eram a Ladeira da Borborema, que dá acesso à Catedral Basílica das Neves, e a Ladeira de São Francisco, no adro do Largo da Igreja de São Francisco. 
Enquanto na cidade alta da Capitania da Parahyba estava a parte administrativa, o poder aquisitivo da elite local; na região do Varadouro, se concentrava a área comercial. Era onde estavam os armazéns, as Alfândegas, do antigo porto do Varadouro, e onde acontecia a movimentação de carga e descarga de mercadorias, que eram transportadas através do rio Sanhauá.
A partir de 1918, quando o largo recebeu ajardinamento, passou chamar-se Praça Rio Branco. Já no século XX, o espaço ampliou a sua relação de vivência com a cidade, fortalecendo o seu caráter de lazer integrado à vida cotidiana. A Praça Rio Branco é um exemplo de áreas que ainda conserva o traçado urbano original.
Atualmente, a Casa 30 no antigo Largo do Erário, um bem cultural tombado pelo Iphan, é a sede da Casa do Patrimônio em João Pessoa. No local são realizadas atividades culturais em ações articuladas entre o Iphan-PB e a Coordenadoria do Patrimônio Cultural da Prefeitura de João Pessoa. Entre os projetos da Casa do Patrimônio está sendo desenvolvido o Programa de Educação Patrimonial João Pessoa, Minha Cidade, que tem como prioridade a implantação da educação patrimonial de forma transversal na matriz curricular da rede municipal.

## Tombamento

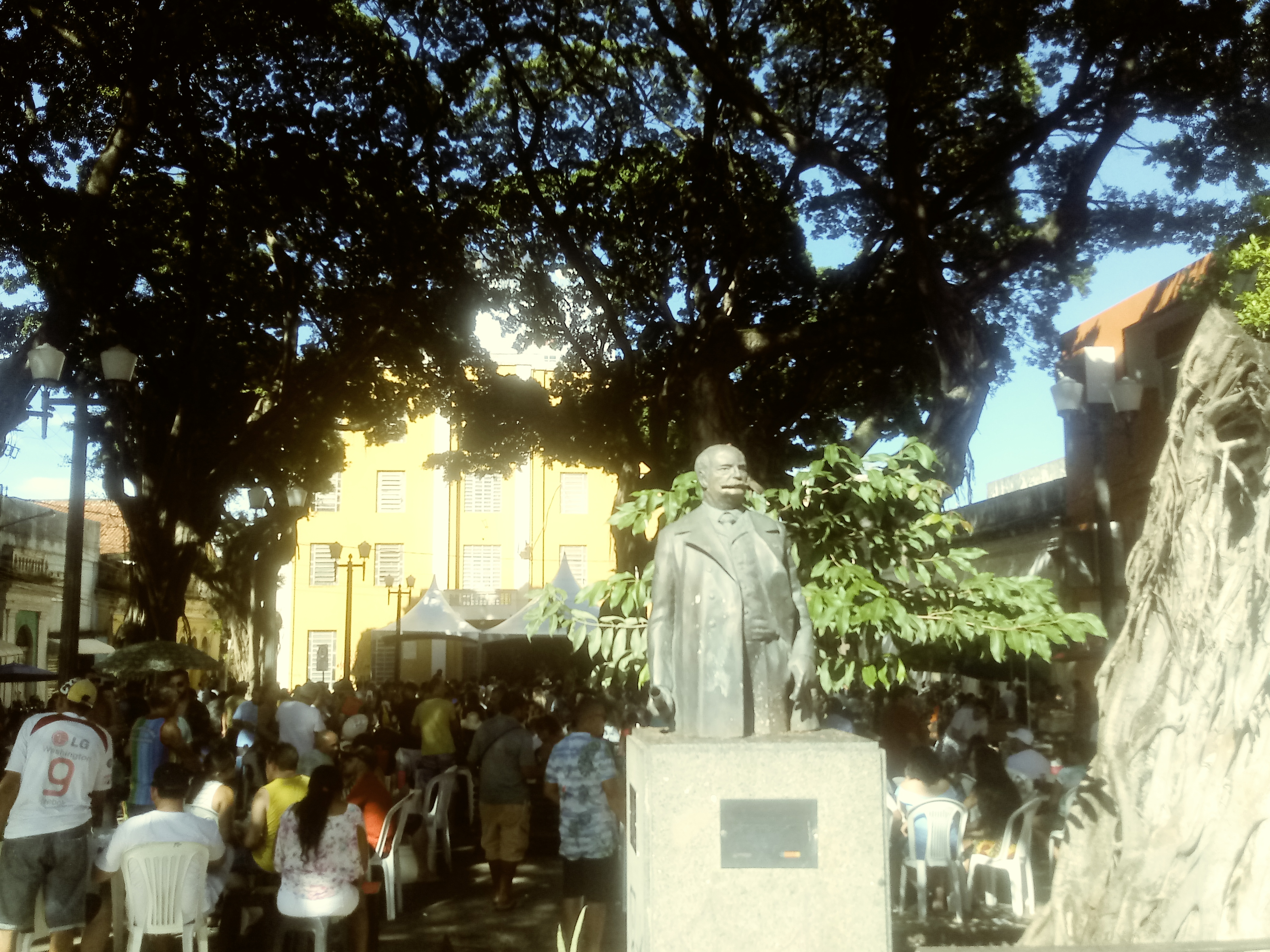
Busto do Barão de Rio Branco na praça em João Pessoa.

A Praça Barão do Rio Branco encontra-se no perímetro de tombamento do Centro Histórico de João Pessoa. A Casa na Praça do Erário, conhecido como Casa 30 no antigo Largo do Erário, um bem cultural tombado pelo Iphan, é a sede da Casa do Patrimônio em João Pessoa.

## Descobertas Arqueológicas
Durante a restauração na praça, no local das escavações, foi descoberto três casas, entre elas uma abrigava um açougue e outra uma barbearia. Foi encontrada também, ossada humana e animal, restos de ostras, vários pedaços de garrafas de vidros e de louças portuguesas de porcelanas dos século XVII e XVIII. A base das casas era de calcário - o calcário era tão bom que os holandeses comparavam com o mármore português-; em uma das casas foi localizado um porão e vestígios de pisos de tijoleira e pisos hidráulicos. 

### Pelourinho
O principal achado foi de um antigo pelourinho, que funcionou entre os séculos XVI e XVII; provavelmente, atualmente fica localizado próximo ao monumento do busto do Barão de Rio Branco. Naquela época a praça era muito movimentada pelos eventos públicos como venda, açoites de escravos, enforcamentos e pronunciamentos oficiais na época da Colônia e do Império.

## Memórias
Na praça, homenageia alguns personagens importantes, que fazem parte da história da Paraíba e do Brasil, na área musical, militar, e política. Como o Jackson do Pandeiro, Barão de Rio Branco, e as ruas que fazem o cruzamento da praça, que fazem memória ao Duque de Caxias, Braz Florentino, e Visconde de Pelotas.
- Braz Florentino: Oriundo de solo paraibano, foi um escritor, jurista, professor, e político. Rompendo fronteiras, alcançou a presidência da província do Maranhão; além de possuir um título de cavaleiro da Imperial Ordem de Cristo.
- Jackson do Pandeiro:  Conhecido como O Rei do Ritmo, foi um dos grandes músicos brasileiros, que representou o estado da Paraíba, no cenário nacional; como cantor, compositor e multi-instrumentista brasileiro. Considerado como o maior ritmista da história da Música Popular Brasileira, foi um dos principais responsáveis pela nacionalização de canções nordestinas.
- Visconde de Pelotas: Foi um título nobiliárquico brasileiro criado por D. Pedro I, condecorado a Patrício José Correia da Câmara; que teve papel crucial em 1816 na Primeira Guerra Cisplatina que foi um conflito armado que anexou o Uruguai ao Brasil.
- Barão de Rio Branco: Foi um advogado, diplomata, geógrafo, professor, jornalista e historiador brasileiro. É o patrono da diplomacia brasileira e um dos nomes mais importantes da história do Brasil.
- Duque de Caxias: Foi um importante militar brasileiro, apelidado de "O Pacificador" e "O Duque de Ferro". Foi de extrema importância na luta em 1823 contra Portugal na Independência do Brasil. E em 1864 na liderança das forças brasileiras para a vitória na Guerra do Paraguai.

## Projetos Culturais
A Praça foi revitalizada, e feita toda restauração em João Pessoa. Toda semana, a Praça Barão de Rio Branco passou a abrigar projetos culturais, nas tardes de sábado, o projeto chamado Sabadinho Bom, realizado pela prefeitura da capital João Pessoa, integra a programação do AnimaCentro. A partir do meio-dia, grupos de choro, samba e de outros gêneros musicais, se apresentam no palco instalado na Praça.

## Ver Também
- Centro Histórico de João Pessoa

- Catedral Basílica de Nossa Senhora das Neves

- Centro Cultural São Francisco

- Convento e Igreja de Nossa Senhora do Carmo

- Igreja de Nossa Senhora da Misericórdia

- Igreja de São Frei Pedro Gonçalves

- Mosteiro de São Bento